# Casa de los Becerra
La Casa Palacio de los Becerra es un edificio de estilo gótico situado en la plaza de San Jorge en el interior del recinto monumental de la ciudad de Cáceres (Extremadura, España). En la actualidad es sede de la Fundación Mercedes Calles y Carlos Ballestero.

## Historia
Los orígenes de este edificio responden al prototipo de casa fuerte modelo de la arquitectura civil cacereña de finales de la Edad Media, cuya singularidad arquitectónica y técnica es la que caracteriza al casco histórico de Cáceres. En el solar donde hoy se alza el palacio estuvo hasta el primer cuarto del siglo XVI, al menos, la casa del caballero cacereño Juan de la Torre, de quien la heredaría su sobrino Álvaro de Paredes. De este la heredaría su hermano frey García Becerra, comendador de Cubillas de Duero en la Orden de San Juan. Uno de los dos hermanos la reedificó entre 1530 y 1543, labrando los escudos de armas gemelos que hoy pueden contemplarse en su fachada. Estos escudos cuartelados muestran las armas de Becerra, Paredes, Ribera y el cuarto sin identificar. No obstante, parece que ninguno de los dos hermanos vivió en esa casa (de García Becerra no hay constancia de que llegara a ir a Cáceres durante los últimos años de su vida).

## Descripción
En su fachada destaca una puerta en arco de medio punto y sobre la misma la presencia de dos blasones idénticos en cuyo interior se pueden apreciar los cuarteles de las familias Becerra, Paredes, Orellana y Ribera.
El interior, tras la restauración del edificio, consta de tres plantas y una superficie cercana a los 1000 m². La planta baja esta destinada a la exposición permanente de una selección de colecciones, muebles, pinturas, cristales y antigüedades de la fundadora, Doña Mercedes Calles. Las dos plantas superiores tienen un uso polivalente como salas de exposiciones, reuniones, congresos, formación y conferencias.
La restauración, rehabilitación del Palacio y posterior uso, contribuye a uno de los fines más importantes de la Fundación: defensa, mejora, conservación, proyección nacional e internacional de la Ciudad Monumental de Cáceres.